# 애덤 볼드윈
애덤 볼드윈(영어: Adam Baldwin, 1962년 2월 27일 ~ )은 미국의 배우이다.

## 출연 작품
- 인디펜던스 데이
- 패트리어트
- 공포의 룸메이트
- 척 (드라마)
- 하늘에서 온 엽서